# 6-Karboksitetrahidropterinska sintaza
6-Karboksitetrahidropterinska sintaza (EC 4.1.2.50, CPH4 sintaza, queD (gen), ToyB, ykvK (gen)) je enzim sa sistematskim imenom 7,8-dihidroneopterin 3'-trifosfat acetaldehid-lijaza (6-karboksi-5,6,7,8-tetrahidropterin and formira trifosfat). Ovaj enzim katalizuje sledeću hemijsku reakciju
7,8-dihidroneopterin 3'-trifosfat + H2O {\displaystyle \rightleftharpoons } 6-karboksi-5,6,7,8-tetrahidropterin + acetaldehid + trifosfat
Ovaj enzim vezuje Zn2+.

## Literatura
- Nicholas C. Price; Lewis Stevens (1999). Fundamentals of Enzymology: The Cell and Molecular Biology of Catalytic Proteins (Third изд.). USA: Oxford University Press. ISBN 019850229X.
- Eric J. Toone (2006). Advances in Enzymology and Related Areas of Molecular Biology, Protein Evolution (Volume 75 изд.). Wiley-Interscience. ISBN 0471205036.
- Branden C; Tooze J. Introduction to Protein Structure. New York, NY: Garland Publishing. ISBN 0-8153-2305-0.
- Irwin H. Segel. Enzyme Kinetics: Behavior and Analysis of Rapid Equilibrium and Steady-State Enzyme Systems (Book 44 изд.). Wiley Classics Library. ISBN 0471303097.

## Spoljašnje veze
- 6-carboxytetrahydropterin+synthase на 